# 26a cerimònia dels Lumières
La 26a cerimònia dels Lumières de la Premsa Internacional, va tenir lloc el 19 de gener de 2021 als estudis de televisió de Canal+ i myCanal, que el va emetre sense xifrar presentat pels periodistes francesos Laurie Cholewa i Laurent Weil.
El 14 de desembre de 2020 s'anuncien les nominacions. La pel·lícula Entre nosaltres encapçala les nominacions amb 6 nominacions, seguida poc després de Les coses que diem, les coses que fem amb 5 nominacions.
El 19 de gener de 2021 la pel·lícula Les coses que diem, les coses que fem d'Emmanuel Mouret va guanyar el premi a la millor pel·lícula. La cerimònia va retre homenatge al periodista espanyol i membre de llarga trajectòria de Lumières, José María Riba.

## Guanyadors i nominats
Els guanyadors s'indiquen en negreta.
| Millor pel·lícula - Les coses que diem, les coses que fem d’Emmanuel Mouret, produïda per Frédéric Niedermayer - Adieu les cons de Albert Dupontel, produïda per Catherine Bozorgan - Entre nosaltres de Filippo Meneghetti, produïda per Laurent Baujard i Pierre-Emmanuel Fleurantin - Été 85 de François Ozon, produïda per Éric et Nicolas Altmayer - La noia del braçalet de Stéphane Demoustier, produïda per Jean Des Forêts | Millor director - Maïwenn per ADN - Albert Dupontel per Adieu les cons - Filippo Meneghetti Entre nosaltres - Emmanuel Mouret per Les coses que diem, les coses que fem - François Ozon per Été 85 |
| Millor actor - Sami Bouajila pel paper de Fares a Un fils - Jonathan Cohen pel paper de Frédéric Girard a Énorme - Albert Dupontel pel paper de Jean-Baptiste Cuchas a Adieu les cons - Nicolas Maury pel paper de Jérémie Meyer a Garçon chiffon - Jérémie Renier pel paper de Fred a Slalom | Millor actriu - Martine Chevallier pel paper de Madeleine i Barbara Sukowa pel paper de Nina a Entre nosaltres - Laure Calamy pel paper de Antoinette Lapouge a Antoinette dans les Cévennes - Emmanuelle Devos pel paper de Anne Walberg a Les Parfums - Virginie Efira pel paper de Suze Trappet a Adieu les cons - Camélia Jordana pel paper de Daphné a Les coses que diem, les coses que fem |
| Millor actor revelació - Félix Lefebvre i Benjamin Voisin a Été 85 - Guang Huo a La Nuit venue - Djibril Vancoppenolle a Petit país - Alexandre Wetters a Miss - Jean-Pascal Zadi a Tout simplement noir | Millor actriu revelació - Noée Abita a Slalom - Najla Ben Abdallah a Un fils - Nisrin Erradi a Adam - Mélissa Guers a La noia del braçalet - Fathia Youssouf a Mignonnes |
| Millor coproducció internacional - L'home que es va vendre la pell de Kaouther Ben Hania - Adam de Maryam Touzani - Un fils de Mehdi Barsaoui - Abou Leila de Amin Sidi-Boumédiène - La llorona de Jayro Bustamante - Tu mourras à 20 ans de Amjad Abu Alala - Yalda, la nuit du pardon de Massoud Bakhshi | Millor guió - Stéphane Demoustier per La noia del braçalet - Filippo Meneghetti i Malysone Bovorasmy per Entre nosaltres - Jean-Louis Milesi per Josep - Emmanuel Mouret per Les coses que diem, les coses que fem - Caroline Vignal per Antoinette dans les Cévennes |
| Millor primera pel·lícula - Entre nosaltres de Filippo Meneghetti - Un divan a Tunis de Manele Labidi - Mignonnes de Maïmouna Doucouré - Slalom de Charlène Favier - Tout simplement noir de Jean-Pascal Zadi et John Wax | Millor fotografia - Hichame Alaouié per Été 85 - Renato Berta per Le Sel des larmes - Laurent Desmet per Les coses que diem, les coses que fem - Yann Maritaud per Slalom - Aurélien Marra per Entre nosaltres |
| Millor música - Silvia Pérez Cruz per Josep - Florencia Di Concilio per Calamity - Bertrand Burgalat per Les Apparences - Pablo Pico per Les vides de Marona - Rone per La Nuit venue | Millor documental - Un pays qui se tient sage de David Dufresne - La Cravate de Étienne Chaillou i Mathias Théry - Kongo de Hadrien La Vapeur i Corto Vaclav - Adolescentes de Sébastien Lifshitz - Si c'était de l'amour de Patric Chiha |
| Millor pel·lícula d'animació - Josep d’Aurel - Les vides de Marona d’Anca Damian - Calamity de Rémi Chayé - Petit Vampire de Joann Sfar | Premi Lumière d’honor - No atorgat |